# Handrij Zejler
Handrij Zejler nació en Salzenforst (sórabo Słona Boršć), cerca de Bautzen, en 1804, y murió en Lohsa en 1872. Fue un escritor y patriota sórabo, que estudió teología y compuso el himno sórabo Hisce Serbstvo Nyezhubjene (Sorabia no ha muerto todavía). En 1867 con Jan Arnošt Smoler representó a los serbolusacianos en el Congreso Eslavo de Moscú, donde hicieron amistad con el eslovaco Ludevit Štur, con el checo Palacky, el serbio Milutinović y con el ruso Kučarskij, pero de donde no salió ningún proyecto político concreto. También compuso la Kurzgefasste Grammatik der Sorbe-Wendischen Sprache nach dem Budissiner Dialekt (Gramática resumida de la lengua sorbia wenda según el dialecto de Bautzen).

## Obras
- Počasy (Estaciones, 1859)
- Serbske basnje (Poemas sorbios, 1855)
- Krótke kerluse a spewancka za Serbske sule (Breves himnos eclesiásticos y libro de cánticos para escolares sórabos, 1842)
- Zhromadzene spisy (Escritos selectos, 1891)

- Datos: Q77192
- Multimedia: Handrij Zejler / Q77192